# Quintus Pomponius Rufus (Eques)

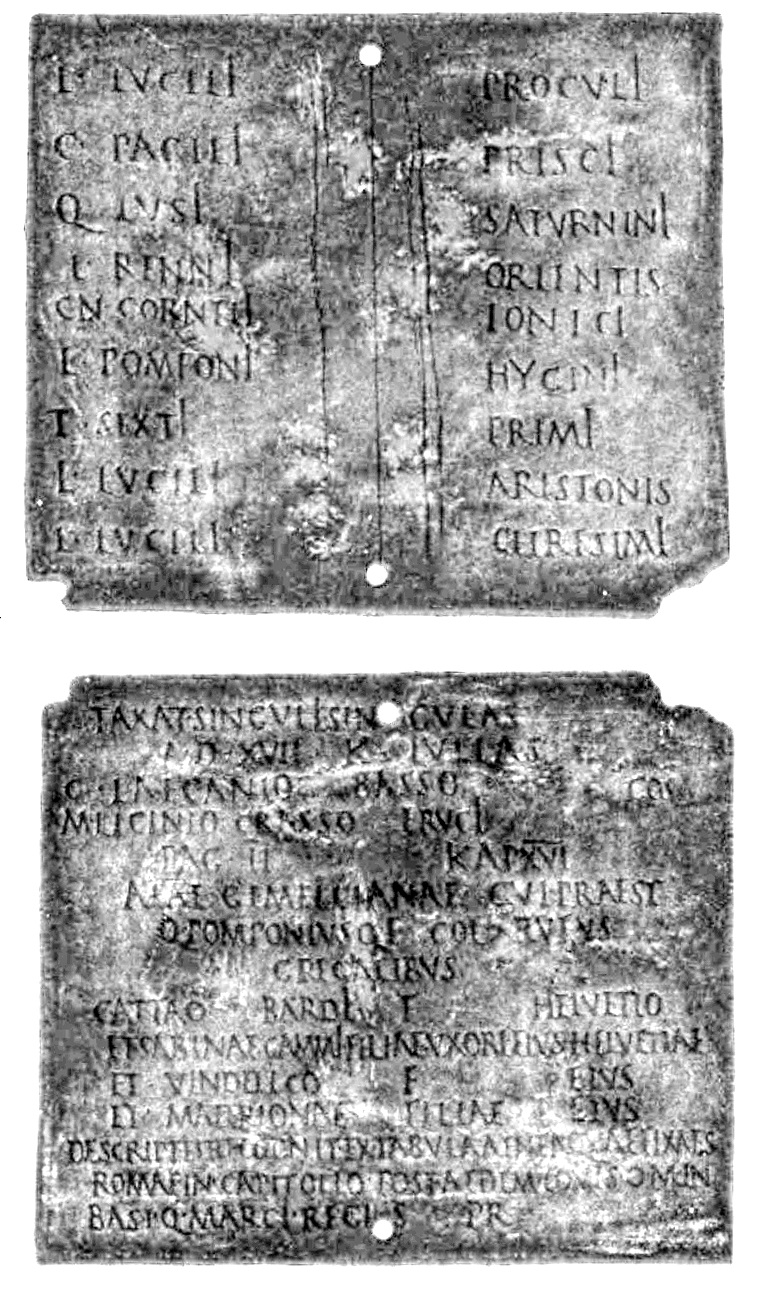
Das Militärdiplom von 64 n. Chr.

Quintus Pomponius Rufus war ein im 1. Jahrhundert n. Chr. lebender Angehöriger des römischen Ritterstandes (Eques).
Durch ein Militärdiplom, das auf den 15. Juni 64 datiert ist, ist belegt, dass Rufus 64 Kommandeur der Ala Gemelliana war.